# Dari
Dari (دری, Darī), ook wel Dari-Perzisch of Oostelijk Perzisch genoemd (فارسی دری, Fārsīy e Darī), is de standaardvariëteit van het Perzisch in Afghanistan.

## Afghanistan
In Afghanistan is het Perzisch een officiële taal en wordt het van huis uit door ongeveer de helft van de bevolking gesproken. Daarnaast wordt het ook door de meeste mensen die onderwijs hebben genoten beheerst en functioneert het als de lingua franca tussen de verscheidene bevolkingsgroepen. Afghanen noemen het Perzisch zoals de Iraniërs en de Tadzjieken ook Perzisch (Farsi in het Perzisch) maar sinds 1964 wordt in Afghanistan de naam "Dari" (komt van "darbari" = taal van de darbar, het hof van de koning), om politieke redenen officieel gebruikt.
Wat betreft juridisch gebruik in Nederland heeft de Raad voor Rechtsbijstand officieel vastgelegd dat Farsi en Dari als afzonderlijke talen dienen te worden beschouwd.

## Kenmerken
Het Dari of het Oostelijk Perzisch zoals dat vandaag de dag in Afghanistan wordt gesproken verschilt van het Iraans of Westelijk Perzisch onder meer, doordat de taal in Afghanistan in een "puurdere" vorm is gebleven. Dit verschil kwam pas in de late 18e eeuw, omdat Iran meer in contact kwam met Turkse volkeren, onder invloed kwam van de laatsten en lang geregeerd werd door dynastieën met een Turkse achtergrond. Afghanistan was op zijn beurt weer minder onder invloed gekomen en heeft zo het Perzisch meer in de originele vorm gehouden. Het accent verschilt hierdoor ook.
Ondanks dat het Dari enerzijds meer van het oorspronkelijke Perzisch heeft behouden, is een van de kenmerken toch anderzijds onder meer dat het meer vreemde woorden uit het Engels heeft overgenomen.
Ook zijn er verschillen in de nuance van betekenissen: in het Iraans Perzisch heeft bijvoorbeeld Arab, het woord voor Arabisch, ook een bijbetekenis van onbeschaafd of onbehouwen, die het in het Dari niet heeft.

## Andere landen
In grote delen van het Indisch subcontinent was het Perzisch eeuwenlang zowel de bestuurstaal als de taal van de dominante cultuur tot de Britten hier in 1843 een einde aan maakten. Nog steeds wonen er verspreid over Pakistan kleine gemeenschappen die zich van het Perzisch bedienen. Hun aantal wordt op ongeveer 24 à 25 miljoen geschat.